# Ernst Delbrück
Ernst Delbrück, född den 4 juni 1858 i Bergen auf Rügen, död 1933, var en tysk matematiker, bror till Max och Hans Delbrück, och farbror till nobelpristagaren Max Delbrück.
Ernst Delbrück redigerade årgångarna 1885–1886 av Europäischer Geschichtskalender (en årsbok grundad av Heinrich Schulthess), som därefter övertogs av brodern Hans. Ernst Delbrück var 1887–1889 professor vid en rättshögskola i Tokyo, 1891–1904 ämbetsman i Tyska patentverket, 1904–1912 föredragande råd i riksinrikesministeriet och blev 1912 president i tyska statistikstyrelsen.